# Anatoli Michailowitsch Golizyn
Anatoli Michailowitsch Golizyn (auch Golytsin oder Golizin; russisch Анатолий Михайлович Голицын; * 25. August 1926 in Pyrjatyn in der Ukrainischen SSR; † 29. Dezember 2008 in den Südstaaten der USA) war ein sowjetischer Geheimdienstoffizier, zuletzt im Rang eines Majors des KGB, und Überläufer.

## Berufsweg
Golizyn war er seit 1945 Mitglied der KPdSU. Er war Absolvent der Fakultät für Gegenspionage an der Moskauer Hochschule des Nachrichtendienstes. Zudem war er an der Universität für Marxismus-Leninismus und vollendete ein Fernstudium an der Hochschule für Diplomatie. 1946 trat Golizyn in das MGB, die Vorgängerinstitution des KGB, ein. Von 1950 bis 1953 war er in der Amerikaabteilung der Spionageabwehr tätig. Ab Mitte 1953 wurde er als Resident in der sowjetischen Botschaft in Wien eingesetzt. Im Zuge der Vorbereitungen des Abschlusses des österreichischen Staatsvertrages im Mai 1955 und des vorherigen Teilabzuges der sowjetischen Truppen aus dem besetzten Österreich wurde er Ende 1954 nach Moskau zurückbeordert. Nach der Beförderung zum Major 1958 diente er als Hauptanalyst im NATO-Referat der Informationsabteilung PGU des KGB, welche insbesondere für die nachrichtendienstliche Überwachung der NATO zuständig war. Im Jahr 1959 machte er in Moskau einen Abschluss in Rechtswissenschaften nach einem fünfjährigen Studium am KGB-Institut (später die KGB-Akademie). 1960 wurde er getarnt als Botschaftsattaché Klimow in Helsinki eingesetzt.

## Überlauf 1961
Bei der Rückkehr aus einem Heimaturlaub floh er mit Frau und Kind am 22. Dezember 1961 in die Residentur des US-amerikanischen Nachrichtendienstes CIA in Helsinki. Als Zeichen seinen Willens zum Übertritt verriet er als erstes einige Sowjetagenten in Finnland. Nach anfänglich widersprüchlichen Aussagen führte er, ohne direkte Namensnennung, die CIA auf die Spur des „Topagenten“ des KGB im Bundesnachrichtendienst (BND) Heinz Felfe.
Danach wurde er zu weiteren Vernehmungen in die USA gebracht und dort aufgrund seiner detaillierten Aussagen durch den Chef der CIA-Gegenspionageabteilung James Jesus Angleton an die britischen Nachrichtendienste MI5 und MI6 nach London vermittelt, denen er entscheidende Hinweise zur Enttarnung des Doppelagenten Kim Philby gab.
Hier verriet er den sowjetischen Agenten Anthony Blunt. Nachdem aufgrund eines Zeitungsberichts im Daily Telegraph seine Identität öffentlich wurde, reiste er wegen befürchteter Mordanschläge durch den KGB zurück in die USA. Dort wurde ihm und seiner Familie eine neue Identität gegeben, unter der sie seitdem leben.

## Informationen und Folgen
Golizyn behauptete, dass die Sowjets Ende der 1950er bzw. Anfang der 1960er einen umfassenden strategischen Plan zur weltweiten Vorherrschaft ausgearbeitet hätten. Dieser wird von ihm auch als Perestroika-Täuschung oder als Sowjetische Langzeitstrategie bezeichnet. Diese Strategie bildet demnach ein Rahmenwerk für eine auf Jahrzehnte angelegte strategische Desinformationskampagne gegen die führenden westlichen Nationen.
Weiterhin gab er auch einen nichtnamentlichen Hinweis auf einen KGB-Maulwurf in der CIA. Dieser interne Agent erhielt den Decknamen „Sascha“; die Suche nach ihm paralysierte den amerikanischen Nachrichtendienst jahrelang. Die Aussage Golizyns wurde der Beginn einer als Operation „Honetol“ bezeichneten „Hexenjagd“, welche etwa 13 Jahre andauerte und in deren Folge rund Hundert der besten Sowjetspezialisten bei der CIA der Spionage verdächtigt und viele aus dem Dienst entlassen wurden. Auch wurde nahezu jeder KGB-Überläufer in den folgenden Jahren wieder nach Hause geschickt, da man ihn Dank Golizyn für einen Desinformanten hielt. Die Suche nach dem Phantom „Sascha“ legte fast die gesamte Arbeit gegen die Sowjetunion lahm und sie sei das „größte Trauma“ der Agency, klagte einmal der spätere CIA-Chef William Egan Colby. Insbesondere eine diesbezügliche Anweisung Angletons an seine Auslandsagenten, jegliche Bearbeitung in Bezug auf Überläufer aus der Sowjetunion einzustellen, war einer der Gründe, weshalb der CIA und damit der USA wichtige Vorabinformationen zum Einmarsch der sowjetischen Truppen 1968 in Prag, zur Niederschlagung des Prager Frühlings, letztendlich fehlten.